# اچ‌ام‌اس بالفور (کی۴۶۴)
اچ‌ام‌اس بالفور (کی۴۶۴) (به انگلیسی: HMS Balfour (K464)) یک کشتی بود که طول آن ۳۰۶ فوت (۹۳ متر) بود. این کشتی در سال ۱۹۴۳ ساخته شد.